# Goczałków Górny
Goczałków Górny (niem. Kohlhöhe, do 1945) – wieś w Polsce położona w województwie dolnośląskim, w powiecie świdnickim, w gminie Strzegom.

## Podział administracyjny
W latach 1975–1998 miejscowość administracyjnie należała do województwa wałbrzyskiego.

## Zabytki
Do wojewódzkiego rejestru zabytków wpisany jest:
- zespół pałacowo-folwarczny:
  - pałac, zabytkowy, wybudowany w 1615 r., przebudowany w 1889 r.
  - park krajobrazowy z końca XIX-XX w., obecnie pozostałości, zrujnowany za czasów PRL
  - folwark z końca XVIII w., przebudowany w XIX w. i na początku XX w.

## Galeria

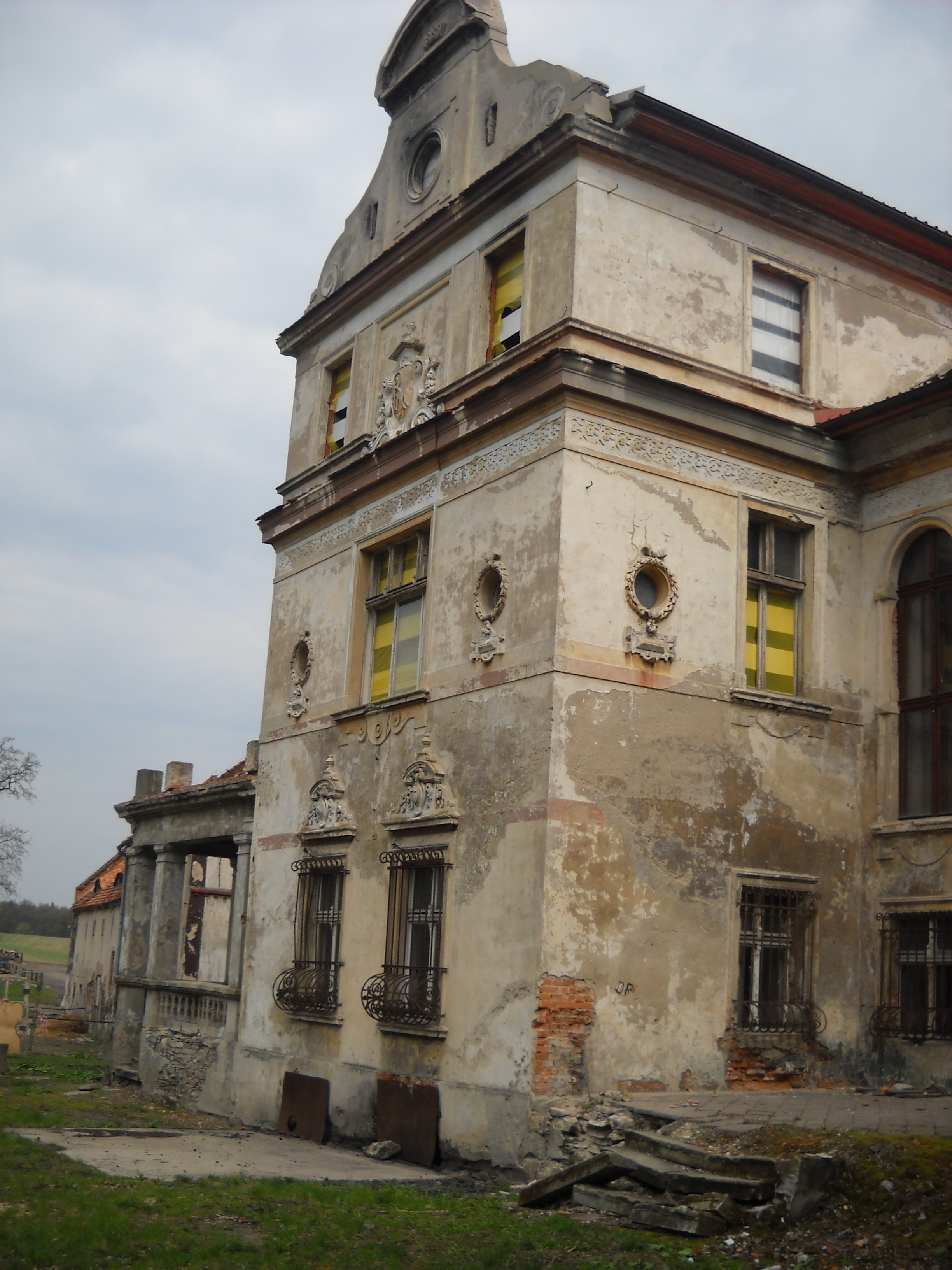
Pałac od strony zachodniej
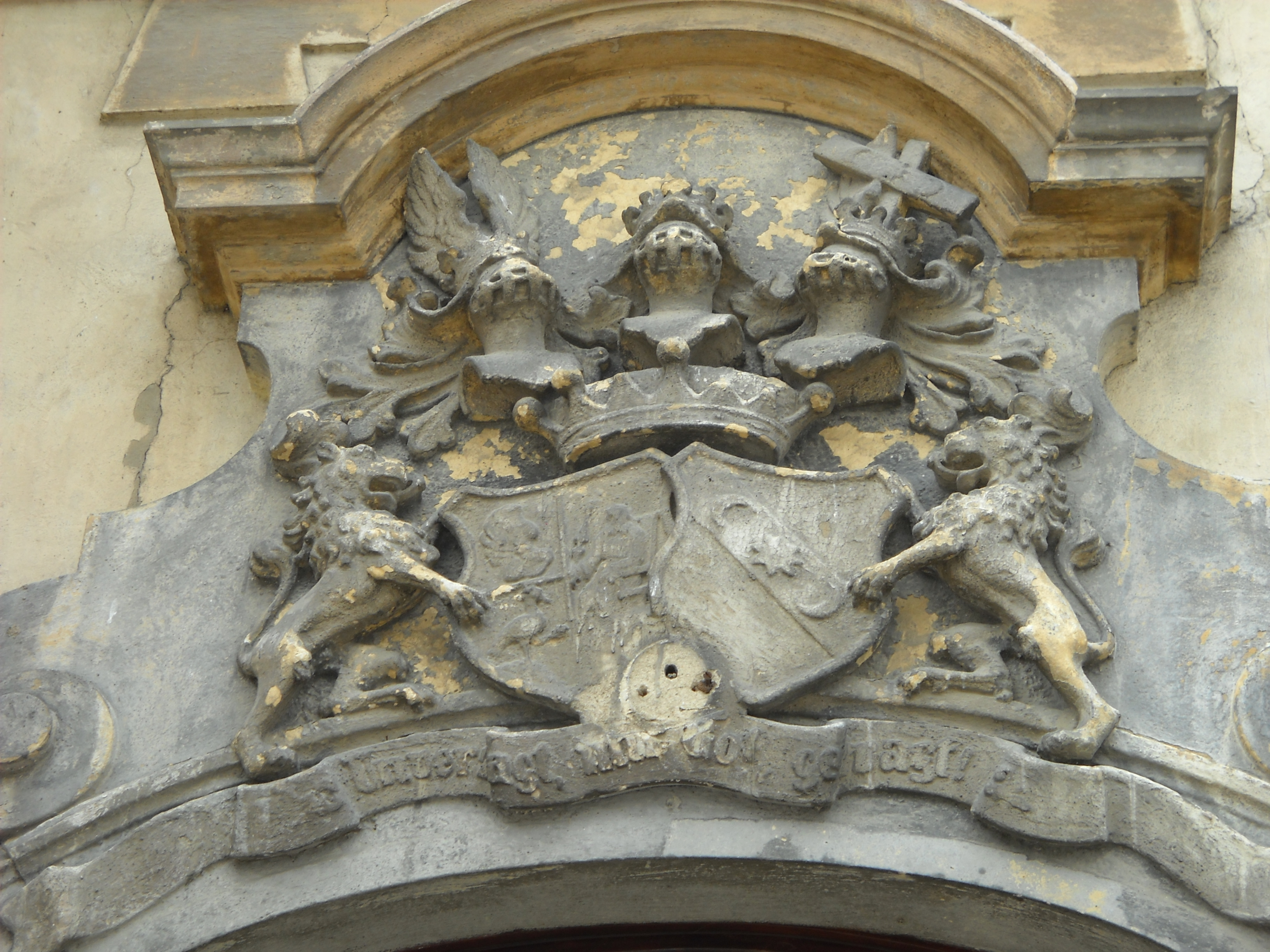
Herb nad wejściem
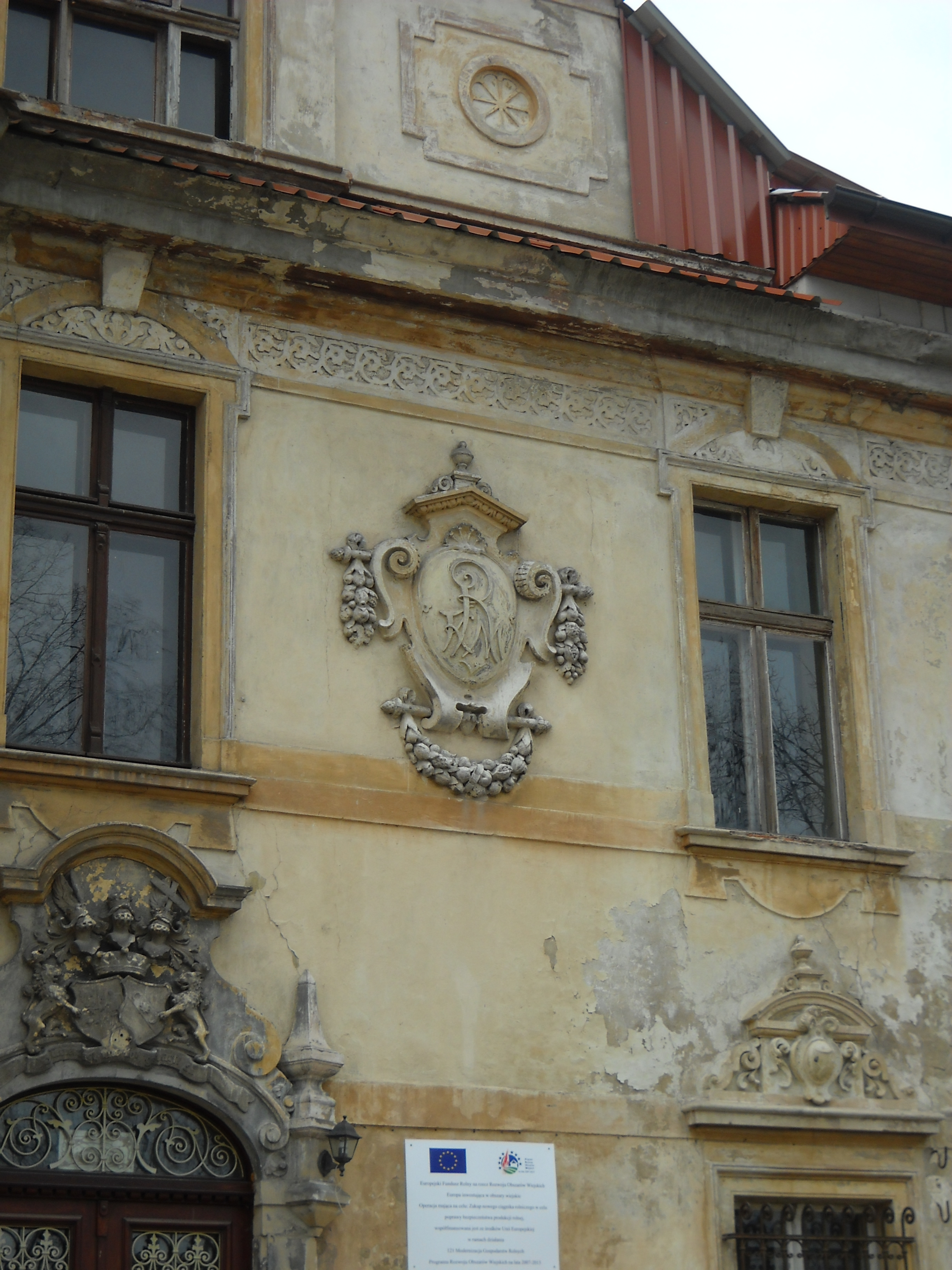
Kartusz z inicjałami
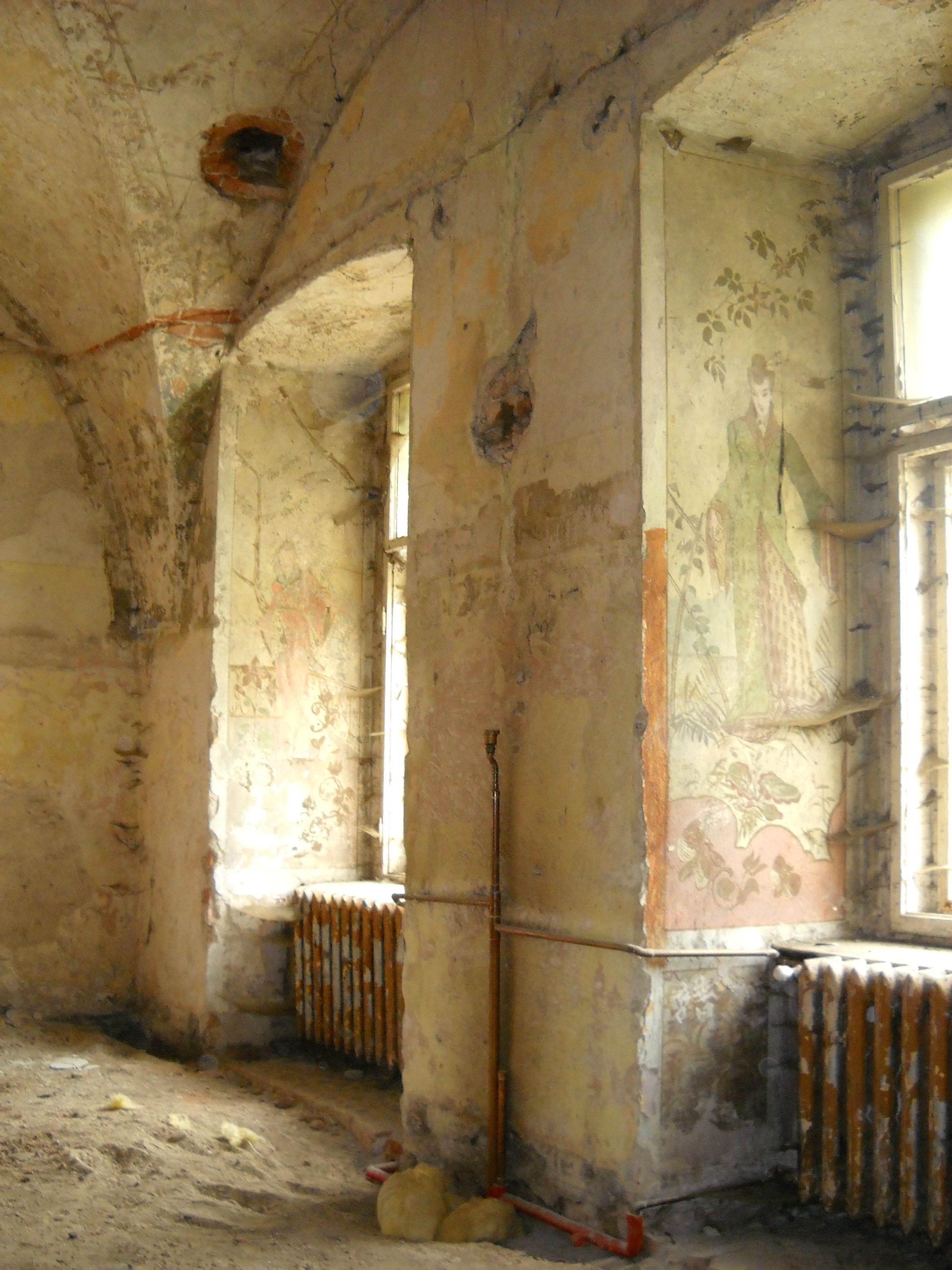
Azjatyckie malowidła w pałacu
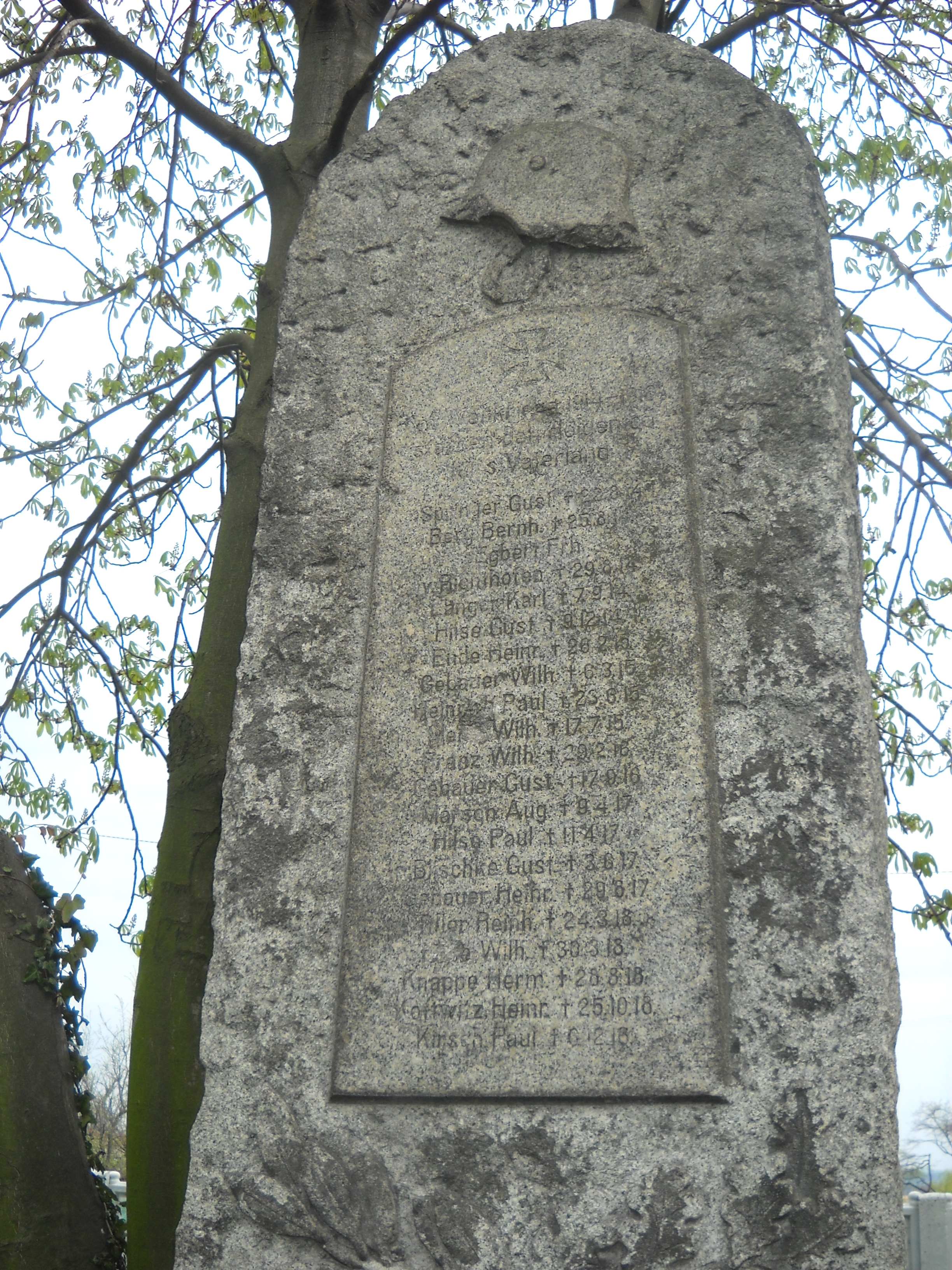
Obelisk pamięci ofiar